# Folwark (Lipskie Budy)
Folwark – część wsi Lipskie Budy w Polsce, położona w województwie mazowieckim, w powiecie białobrzeskim, w gminie Stromiec.
W latach 1975–1998 Folwark należał administracyjnie do województwa radomskiego.